# Juliet Appleby
Juliet Appleby Kepes (1919 – Londra, 11 marzo 1999) è stata un'illustratrice, pittrice e scultrice statunitense.

## I primi anni e György Kepes
Studia a Brighton presso la School of Art dal 1933 al 1937. Nel 1936 incontra a Londra il pittore e designer György Kepes. L'incontro, avvenuto per puro caso in Shaftesbury Avenue avrà conseguenze che dureranno una vita. Juliet e György si innamorano e quando il pittore viene invitato ad insegnare alla Chicago School of Design (detta Nuova Bauhaus) Juliet lo segue. La pittrice frequenta infatti l'istituto negli anni dal 1937 al 1942.
La coppia si trasferisce a Cambridge in Massachusetts, quando György Kepes inizia ad insegnare presso il MIT, nel 1946.

## La cameretta modernista
Nel 1947 Juliet e György stanno per avere la loro prima figlia. Progettano quindi insieme la stanza della bimba, decorandola con pitture, sculture, mobili e giocattoli autoprodotti con materiali naturali. La stanza, ha un deciso gusto modernista e viene ripresa in un servizio di Ralph Morse per la rivista LIFE Magazine.
Nella camera si trovano diversi giocattoli educativi, come una porta dalle ante a forellini per comporre le lettere dell'alfabeto, un gigantesco orologio per imparare a leggere l'ora, una spalliera del lettino a castello che ricorda un albero per potersi arrampicare e così via. Su una parete compare un murale con animali, un tema ricorrente in tutta la futura produzione di Juliet Kepes. Nelle foto del servizio di LIFE Magazine si può vedere Juliet mentre compone il murale stesso.
La stanza sarà la cameretta dei due bambini Kepes: July e Imre. Alcune immagini sono visibili presso la collezione della banca immagini Getty Images

## L'attività di illustratrice e il suo stile
Nel 1952 con Five Little Monkeys, Juliet intraprende la sua carriera di scrittrice ed illustratrice di libri per ragazzi. Viene apprezzata l'innovatività del suo stile e per tale opera riceve la Medaglia Caldecott l'anno seguente. Negli anni cinquanta lavora su temi propri, come anche per altri autori. Illustra le opere del poeta William Jay Smith Laughing Time nel 1953 e Boy Blue's Book of Beasts (1957) o The Seven Remarkable Bears di Emilie Macleod (1954).
Nel 1957 Juliet Kepes diventa cittadina statunitense.
Negli anni lavora come illustratrice, designer e scultrice, progettando o dipingendo sale da gioco per bambini, murali per scuole e librerie, scenografie per gruppi di ballo. Ha uno stile ambientalista e i suoi soggetti preferiti sono insetti, rane, uccelli orsi, coccinelle ed altri animali. Le sue illustrazioni, caratterizzate da precisione e sensibilità, spiccano per le forme lineari e curvilinee, per lo stile calligrafico, un uso inaspettato dell'accostamento cromatico, un ricorrente uso dell'asimmetria. Questo è particolarmente evidente in Beast from a Brush del 1955.

## Riconoscimenti ed esibizioni
- Five Little Monkeys vince la Medaglia Randolph Caldecott nel 1953. Il riconoscimento premia ogni anno il miglior illustratore di libri per bambini degli Stati Uniti
- Frogs Merry ottiene una Menzione di Merito dalla Società degli Illustratori nel 1961
- Beasts from a Brush viene nominato, con altre 2 opere, tra i 10 migliori libri per bambini nel 1955 dal New York Times
- Birds vince il New York Times Award per il miglior libro per bambini illustrato nel 1968

## Altre opere
Juliet collabora con suo marito su diverse opere pubbliche, tra cui una serie di pannelli laccati sperimentali con un design di uccelli ed alberi per la Morse School, Cambridge, Massachusetts (1955). Il lavoro viene commissionato da Carl Koch. È inoltre suo il bassorilievo in metallo di uccelli presso il Clarendon Avenue Park in Cambridge. L'opera è commissionata dal Cambridge Arts Council e pagata dal Vingo Trust.
I suoi disegni e dipinti sono esposti in vari istituti. Tra questi ricordiamo: Art Institute di Chicago, Baltimore Museum, Worcester Museum e la Gropper Art Gallery, Cambridge, Massachusetts.
Juliet Appleby muore per arresto cardiaco nel marzo del 1999. Suo marito la seguirà appena due anni dopo.